# Redux Redux
Redux Redux ist ein Science-Fiction-Horrorfilm von Kevin und Matthew McManus. In dem Thriller spielt Michaela McManus, die Schwester der Regisseure, eine Frau, die durch Paralleluniversen reist und wiederholt den Mörder ihrer Tochter tötet. Redux Redux feierte im März 2025 beim South by Southwest Film Festival seine Premiere.

## Handlung
Seit geraumer Zeit durchquert Irene Kelly das Multiversum, um einen Mann namens Neville zu töten, der ihre Tochter entführt und ermordet hat und dies immer wieder tut. Dank einer Spezialmaschine reist Irene von Universum zu Universum und hofft eines zu finden, in dem ihre Tochter überlebt hat. Die Universen sind sich sehr ähnlich, aber nicht immer genau gleich. Mal arbeitet Neville als Koch in einem Diner, mal als Kellner. Mit einem Mann hat Irene immer wieder One-Night-Stands, ohne das dieser ahnt, dass es für sie nicht das erste Mal ist.
In einem Universum kann sie einen Teenager davor retten, das nächste Opfer des Mannes zu werden. Irene Kelly nimmt die 15-jährige Mia unter ihre Fittiche, obwohl sie bei ihrer Suche eigentlich jegliche dauerhaften zwischenmenschlichen Beziehungen vermeiden muss. Sie verspricht Mia, ihren Peiniger zur Strecke zu bringen. Als Mia erfährt, wie Irene Kelly dabei vorgeht, beginnt auch sie in den Rachefeldzug gegen Neville einzusteigen.

## Produktion

### Filmstab
Regie führten die Brüder Kevin und Matthew McManus, die gemeinsam auch das Drehbuch schrieben und den Film zusammen mit Nate Cormier, PJ McCabe und Michael J. McGarry produzierten. Redux Redux ist ihr dritter gemeinsamer Spielfilm nach Funeral Kings von 2012 und The Block Island Sound von 2020. Bekannt sind die Brüder auch als Autorenduo für die Fernsehserie American Vandal. Bei der Primetime-Emmy-Verleihung 2018 erhielten sie für ihr Drehbuch zur Folge Clean Up eine Nominierung.

### Besetzung

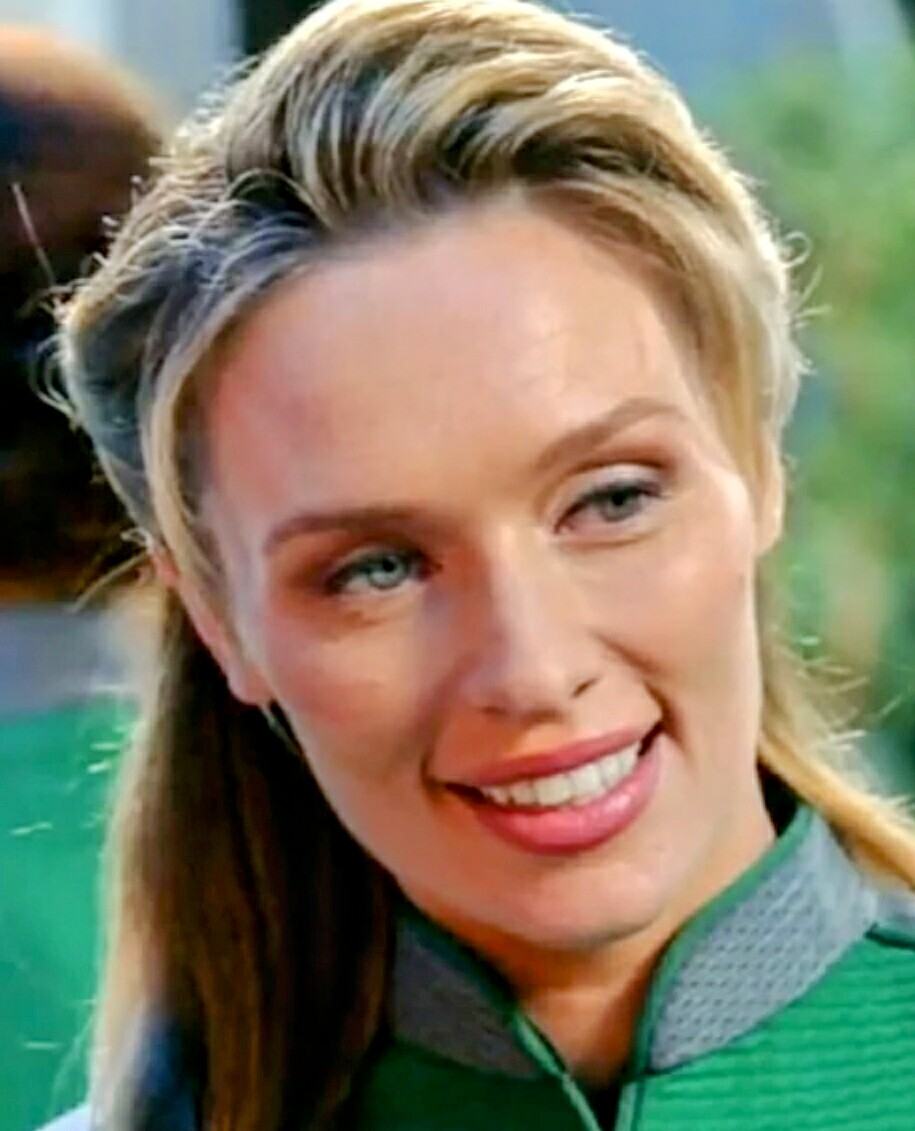
Michaela McManus, die Schwester der Regisseure, spielt in der Hauptrolle Irene

Michaela McManus, die Schwester der Regisseure, spielt in der Hauptrolle die durch die Paralleluniversen reisende Irene Kelly. Sie spielte bereits in den ersten beiden Filmen ihrer Brüder. Jeremy Holm spielt Neville, den Mann, den sie immer wieder tötet, weil er ihre Tochter tötete. Stella Marcus ist in der Rolle der 15-jährigen Mia zu sehen, die Irene auf ihrer Reise trifft und unter ihre Fittiche nimmt. Es handelt sich für sie um ihre erste Rolle in einem Spielfilm. Jim Cummings, der langjährige Kreativpartner von Produzent PJ McCabe, spielt Jonathan, mit dem Irene immer wieder One-Night-Stands hat, ohne das dieser ahnt, dass es für sie nicht das erste Mal ist. Debra Christofferson spielt Deb. Weitere Rollen wurden mit Grace Van Dien, Taylor Misiak und Dendrie Taylor besetzt.

### Veröffentlichung
Die Premiere des Films fand am 8. März 2025 beim South by Southwest Film Festival statt. Anfang April 2025 wurde Redux Redux beim Overlook Film Festival gezeigt. Im Mai 2025 wurde der Film bei den Fantasy Filmfest Nights gezeigt. Im Juni 2025 erfolgten Vorstellungen beim Sydney Film Festival. Im Juli 2025 wurde er beim Neuchâtel International Fantastic Film Festival gezeigt und im August 2025 beim Edinburgh International Film Festival. Im Oktober 2025 sind Vorstellungen beim Sitges Film Festival geplant.

## Rezeption

### Kritiken
Von den bei Rotten Tomatoes aufgeführten Kritiken sind 97 Prozent positiv.
Jennie Kermode schreibt in ihrer Kritik für Eye for Film, Redux Redux könne mit den Studio-Blockbustern mithalten, vor allem dank der großartigen Besetzung und des ausgeprägten Action-Gespürs. Es sei erfrischend, einen Multiversum-Film zu erleben, der nicht herumalbert, und der Film enthalte auch kein langweiliges Philosophieren über die Natur der Zeit oder den Bedenken in etwas vom Schicksal Bestimmtes einzugreifen. Für Irene gebe es keine Zukunft, denn sie sei in einer endlosen Gegenwart gefangen. Die Dynamik zwischen ihr und der von ihr geretteten Mia verleihe der Handlung eine frische Note und mache aus Redux Redux einen Buddy-Film und einen durchweg unterhaltsamen Science-Fiction-Thriller, der es den McManus-Brüdern ermöglichen sollte, beim nächsten Mal an etwas viel Größerem zu arbeiten.

### Auszeichnungen
Overlook Film Festival 2025
- Lobende Erwähnung beim Grand Jury Prize[13]